# China Zorrilla (Ferry)
El China Zorrilla es un ferry eléctrico de alta velocidad actualmente en construcción, diseñado para mejorar el servicio de transporte marítimo en el Río de la Plata. Está siendo construido por el astillero Incat en Tasmania, Australia, bajo el encargo de Buquebus. Será el buque de aluminio más grande del mundo, también será el buque (y por consecuencia el vehículo) eléctrico a batería más grande del mundo.
Será bautizado en honor a la actriz uruguaya China Zorrilla, que desarrolló su carrera en Argentina y Uruguay.

## Construcción
La construcción del China Zorrilla se lleva a cabo en el astillero Incat, en Tasmania. Se espera su finalización para 2025.
Mayo 2025

## Características Técnicas
- Eslora: 130 metros
- Manga: 32 metros
- Calado: 3,5 metros
- Capacidad: 2100 pasajeros y 225 vehículos

El ferry será 100% eléctrico y tendrá baterías con capacidad de 40 MWh, casi cuatro veces más que cualquier instalación de baterías jamás construida e instalada en el mundo de la navegación. Las baterías alimentarán una serie de motores eléctricos que accionan el sistema de propulsión por chorro de agua. La integración del sistema eléctrico es de Wärtsilä, y el ESS, de Corvus Energy.

## Servicios
El China Zorrilla cubrirá la ruta que conecta Buenos Aires y Colonia del Sacramento. 